# Iakkhosz
Iakkhosz (görögül: Ἴακχος, ejtsd: I-akkhosz) a görög mitológiában Démétérhez, Perszephonéhoz, Dionüszoszhoz és az eleusziszi misztériumokhoz tartozó istenség. Iakkhosz Démétér fia vagy neveltje, máskor Perszephoné és Zeusz sarja, Zagreusz egyik alakváltozata, hol pedig Dionüszosz és Aura nimfa fia. Néha Démétér férjének mondják. Azonosítják Dionüszosszal és Bakkhosszal. Iakkhoszt szólították az eleusziszi szertartásokon, s e szent kiáltásból lett az istennév. Iakkhosz alakja a földművelés menetét szabályozó és Démétér körébe iktatott khtonikus démonizmus ősrégi vonásait hordozza.